# Sparta Amfi
Sparta Amfi je zatvorena športska dvorena u Sarpsborgu u Norveškoj.
Kapaciteta je 3.700 gledatelja. 

Sagrađena je 1963. godine.

Domaćim je klizalištem hokejaškom klubu "Sparta Warriors".
Najstarije je zatvoreno hokejaško klizalište u Norveškoj. Iako se tijekom godina napravilo upadljive promjene na njoj, dvorana je u biti ista kao i kad je bila nova. Najveća promjena je napravljena 2006., kad je izgrađena nova dvorana za treninge do stare dvorane, čime je ovaj športski kompleks dobio dva borilišta olimpijskih protega. Četvrto je takve vrste u Norveškoj.